# Природен капитал
Природен капитал е наличност на природни екосистеми, която води до поток на ценни за екосистемата материали в бъдеще. Понятието представлява разширение на икономическия смисъл на „капитал“. Например наличието на риба осигурява поток от нова риба в бъдеще. Този цикъл може да бъде безкраен. При правилната им експлоатация, земите и водите на Земята и тяхното биоразнообразие дават поток от ценни материали и услуги като производство на храна и дървесина, пречистване на водата, генетично разнообразие и др.

## Контекст
Природен капитал е един от подходите при оценяването на околната среда, според който живите организми (различни от хората) на Земята представляват природен ресурс, чието правилно управление може да доведе до много ползи. В Книгата Естествен капитализъм. Следващата промишлена революция авторите позиционират световната икономика в контескста на природни ресурси и екосистемни услуги, които ни поддържат, придавайки стойност на неща като минерали, дървета, човешки интелект и др. Според тях бизнесът може да продължи да съществува, само ако се разпознае тази жизненоважна връзка с ценните ресурси на Земята.
Терминът е използван за пръв път през 1973 г. от Ернст Шумахер в книгата Малкото е красиво. и се идентифицира с проекта Биосфера 2 и с икономическия модел на природен капитализъм на Амори Ловинс, Хънтър Ловинс и Пол Хоукън.